# Опоку, Николас
Николас Опоку (англ. Nicholas Opoku; род. 11 августа 1997, Кумаси) — ганский футболист, защитник клуба «Амьен» и сборной Ганы.

## Клубная карьера
Опоку — воспитанник клуба «Берекум Челси». 21 февраля 2016 года в матче против «Течиман Сити» он дебютировал в чемпионате Ганы. 30 марта в поединке против «Медеама» Николас забил свой первый гол за «Берекум Сити». Летом 2017 года Опоку перешёл в тунисский «Клуб Африкен». 9 сентября в матче против «Кайруана» он дебютировал в чемпионате Туниса. В 2018 году Николас помог клубу завоевать Кубок Туниса. 
Летом 2018 года Опоку перешёл в итальянский «Удинезе», подписав контракт на 4 года. Сумма трансфера составила 1,5 млн. евро. 26 августа в матче против «Сампдории» он дебютировал в итальянской Серии A. 
В начале 2020 года для получения игровой практики Опоку на правах аренды перешёл во французский «Амьен». 1 февраля в матче против «Тулузы» он дебютировал в Лиге 1. По итогам сезона клуб вылетел из элиты, но игрок остался в команде. 29 августа в матче против «Гавра» он дебютировал в Лиге 2. По окончании аренды клуб выкупил трансфер игрока.

## Международная карьера
1 июля 2017 года в матче товарищеском матче против сборной США Опоку дебютировал за сборную Ганы.